# Ankarsrums kyrka
Ankarsrums kyrka är en kyrkobyggnad  i Ankarsrums samhälle  i Hallingebergs socken  i Västerviks kommun. Den tillhör Hallingeberg-Blackstads församling i Linköpings stift.

## Kyrkobyggnad
Byggnaden uppfördes 1890–1896 som samlingslokal för godtemplare och metodister i samhället. Godtemplarna disponerade den nedre lilla salen, medan metodisterna nyttjade den övre salen. Först 1904 stod det något bredare långskeppet klart med väggar, tak och golv. Hela kapellet uppfördes av slaggsten från Ankarsrums bruk. Kring fönster och dörrar användes tegel från Almviks tegelbruk. Spetsbågiga fönster tillverkades av gjutjärn. År 1903 fick godtemplarna egen tomt och uppförde en ny loge. Metodisterna använde lokalen fram till 1918.
År 1917 överlämnades byggnaden med tomt till Svenska kyrkan och kyrkan invigdes 4 maj 1918. Den första samlingssalen för godtemplare blev efter hand sakristia och metodistlokalen på andra våningen blev vaktmästarbostad. Med början 1920 utfördes en omfattande ombyggnad och renovering. Detta efter ritningar av arkitekt Erik Fant på Kungliga Byggnadsstyrelsen. Målningsarbetet utfördes av Gustav Wigren och dekorationsmåleriet utfördes av Axel Hörlin. Alla inventarier gjordes nya för kyrkorummet, ritade av Erik Fant, predikstol, altare, altarrundel, altaruppsats med enkelt krucifix, psalmnummertavlor och orgelfasad. År 1921 skänkte Ankarsrums bruk en orgel till kyrkan och 1938 en altartavla.
Nordost om kyrkan står en klockstapel som uppfördes omkring 1924. Den har ett fundament av slaggsten och klocktorn av tjärat trä.
Ankarsrums kyrkogård anlades 1909 och invigdes 1910. Den ligger 200 meter nordost om kyrkan, på en liten höjd. Där finns även ett litet vitt kapell uppfört 1936 efter ritning av arkitekten Erik Fant. 
En prästgård uppfördes 1920 och renoverades och tillbyggdes 1944. Från 1987 har prästgården brukats som församlingshem och pastorsexpedition.

## Inventarier
- Altartavla från 1938, skänkt av Ankarsrums bruk, motiv: "De botfärdiga syndarna", en kopia efter Rubens.
- Dopfunt i granit från 1964, tillverkad av Nilsson & Söner, Västervik.

### Orglar
- År 1921 byggdes en orgel av Alfred Fehrling, Stockholm med åtta stämmor fördelade på två manualer och pedal.
- På läktaren finns ett nytt mekanisk orgelverk byggt 1976 av Nils-Olof Berg, Nye bakom 1921 års orgels fasad.

| Manual I           | Manual II    | Pedal      | Koppel |
| Träflöjt 8’        | Bourdon 8’   | Subbas 16' | I/P    |
| Principal 4’       | Pommer 4’    | Gedackt 8’ | II/P   |
| Italiensk flöjt 4’ | Waldflöjt 2’ |            | II/I   |
| Oktava 2’          | Ters 1 3/5’  |            |        |
| Mixtur II-III      | Principal 1’ |            |        |